# The Babys
The Babys es un grupo de rock británico, popular por las canciones "Isn't It Time" y "Every Time I Think of You". Ambas fueron compuestas por Jack Conrad y Raymond Louis Kennedy, y cada una alcanzó el puesto No. 13 en la lista estadounidense Billboard Hot 100 y el No. 8 en la lista de la revista Cashbox a finales de los setenta. La alineación de The Babys de 1976 a 1978 consistía en el guitarrista y teclista Michael Corby, el cantante y bajista John Waite, el percusionista Tony Brock y el guitarrista Wally Stocker.
En el 2013 se anunció que Brock y Stocker reunirían la agrupación, junto al cantante John Bisaha y el guitarrista Joey Sykes.

## Discografía

### Estudio
| Año  | Álbum                   | Billboard 200 | Sello                       |
| ---- | ----------------------- | ------------- | --------------------------- |
| 1977 | The Babys               | 133           | Chrysalis                   |
| 1977 | Broken Heart            | 34            | Chrysalis                   |
| 1979 | Head First              | 22            | Chrysalis                   |
| 1980 | Union Jacks             | 42            | Chrysalis                   |
| 1980 | On the Edge             | 71            | Chrysalis                   |
| 1981 | Anthology               | 138           | Chrysalis                   |
| 2001 | Valentine Babys         | —             | EMI                         |
| 2008 | Live in America         | —             | Indie Europe/Zoom           |
| 2014 | I'll Have Some of That! | —             | Indie - All in Time Records |

### Músicos originales
- John Waite - voz (1975–81), bajo (1975–79)
- Michael Corby - teclados, guitarra (1975–79)
- Jonathan Cain - teclados, guitarra, voz (1979–81)
- Ricky Phillips - bajo (1979–81)
- JP Cervoni - guitarra (2013)